# Yaakov Dori
Yaakov Dori, född 1899, död 1973, född Yaakov Dostrovsky, var den förste stabschefen för Israels försvarsmakt.
Dori föddes i Kejsardömet Ryssland, i dagens Ukraina och emigrerade till osmanska Palestina efter den antisemitiska pogromen i Odessa 1905. Efter att ha avslutat sin skolgång på Haifas hebreiska realskola, gick han med i den judiska legionen i den brittiska armén under första världskriget. Senare anslöt han sig till Haganah och antog det underjordiska namnet "Dan"
År 1939 utsågs Dori till Haganahs överbefälhavare vilket han förblev till 1946. Från 1946 till 1947 ledde han också den palestinska judiska delegationen som sändes iväg för att få köpa vapen i USA. 
När IDF bildades tog Dori över som dess förste stabschef. Trots sina goda kommenderings- och organisationsegenskaper led han av sviktande hälsa och hade problem att leda sina trupper under det arabisk-israeliska kriget, – i israelisk historia kallat "befrielsekriget" – så han blev tvungen att förlita sig på sin ställföreträdare, Yigael Yadin. Han avslutade sin tid som stabschef den 9 november 1949 och pensionerade sig från det militära, och efterträddes av sin ställföreträdare, Yadin. Även efter sin pensionering från armén kom han att bära de insignier som han tilldelades när han först blev fänrik.
När han lämnade armén utsågs han till ordförande i vetenskapsrådet, som var knutet till premiärministerns kontor. Han blev senare president för Technion i Haifa, vilket han förblev till 1965. Hans son, Yerachmiel Dori, tjänstgjorde som befälhavare i IDF:s ingenjörstrupper.